# Mínimo solar

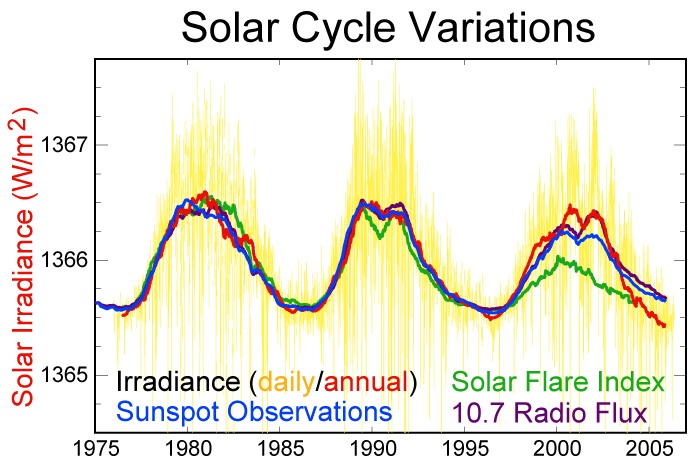
Tres ciclos solares recientes

Mínimo solar es el período regular de menor actividad solar en el ciclo de 11 años del Sol. Durante este período, las manchas solares y la fulguración solar disminuyen, a menudo por varios días consecutivos. La fecha del mínimo se describe por un suavizamiento exponencial de actividad de manchas solares durante 12 meses, por lo tanto, identificar la fecha del mínimo solar generalmente solo puede ocurrir 6 meses después de que este haya tomado lugar. El mínimo solar está correlacionado con el cambio climático.[cita requerida]
El mínimo solar se contrasta con el máximo solar, el cual es el período regular de mayor actividad solar en el ciclo de 11 años del Sol.

## Mínimo solar y máximo solar
El mínimo solar y el máximo solar son los dos extremos del ciclo de actividad solar de 11 y 400 años. En el máximo, el sol está salpicado de manchas solares, la fulguración solar aumenta, y el Sol arroja nubes de gas electrificado de miles de millones de toneladas al espacio. Los observatorios podrían ver más auroras y las agencias espaciales deben monitorear las tormentas de radiación por protección a astronautas. Cortes de energía, fallas en satélites, interrupción en la comunicación, y fallas en dispositivos GPS son solo algunas de las cosas que podrían ocurrir durante un máximo solar.
En un mínimo solar hay menos manchas solares y la fulguración solar disminuye. Algunas veces, pasan días o semanas sin una mancha solar.

## Predicción de ciclos de mínimos solares
Las características no lineales hacen muy difíciles las predicciones de actividad solar. El mínimo solar está caracterizado por un período de disminución en la actividad solar con pocas (o ninguna) manchas solares. Científicos del Centro Nacional de Investigación Atmosférica desarrollaron un modelo computacional de las variaciones solares (Dínamo solar) para obtener predicciones más precisas y pronósticos confiables basados en una serie de pruebas con el modelo recientemente desarrollado que simula la fuerza de los últimos ocho ciclos solares con más del 98% de precisión.
En retrospectiva, la predicción resultó ser muy inexacta y no representativa dados los números de manchas solares observados.
Durante el 2008 y 2009, científicos de la NASA notaron que el Sol está experimentando un "mínimo solar profundo", declarando: "No se observaron manchas solares en 266 de 366 días del 2008 (73%). Impulsado por estos números, algunos observadores sugirieron que el ciclo solar había tocado fondo en 2008. La cuenta de manchas solares en el 2009 cayó aún más. Al 14 de septiembre de 2009, no hubo manchas solares en 206 de 257 días (80%). El físico solar, Dean Pesnell del Centro de vuelo espacial Goddard llegó a esta conclusión: "Estamos experimentando un mínimo solar muy profundo." Su declaración fue confirmada por otros especialistas en el campo. "Este es el sol más tranquilo que hemos visto casi en un siglo" confirmó el experto David Hathaway del Centro Nacional de Ciencia y Tecnología Espacial NASA/Centro Marshall de vuelos espaciales."

## Gran mínimo y máximo solar
El gran mínimo solar ocurre cuando varios ciclos solares exhiben menos actividad que el promedio durante décadas o siglos. Los ciclos solares siguen ocurriendo durante estos períodos pero tienen una menor intensidad a la usual. Los grandes mínimos forman un modo especial de la operación del dínamo solar.
| Evento                                            | Inicio    | Final                    |
| ------------------------------------------------- | --------- | ------------------------ |
| Mínimo Homérico                                   | 950 a. C. | 800 a. C.                |
| Período Cálido Romano                             | 250 a. C. | 400 d. C.                |
| Máximo medieval 1 (véase Período cálido medieval) | 950       | 1040                     |
| Mínimo de Oort (véase Período cálido medieval)    | 1040      | 1080                     |
| Máximo medieval 2 (véase Período cálido medieval) | 1100      | 1250                     |
| Mínimo de Wolf                                    | 1280      | 1350                     |
| Mínimo de Spörer                                  | 1450      | 1550                     |
| Mínimo de Maunder                                 | 1645      | 1715                     |
| Mínimo de Dalton                                  | 1790      | 1820                     |
| Máximo Moderno                                    | 1914      | 2008                     |
| No especificado                                   | 2008      | presente[cita requerida] |

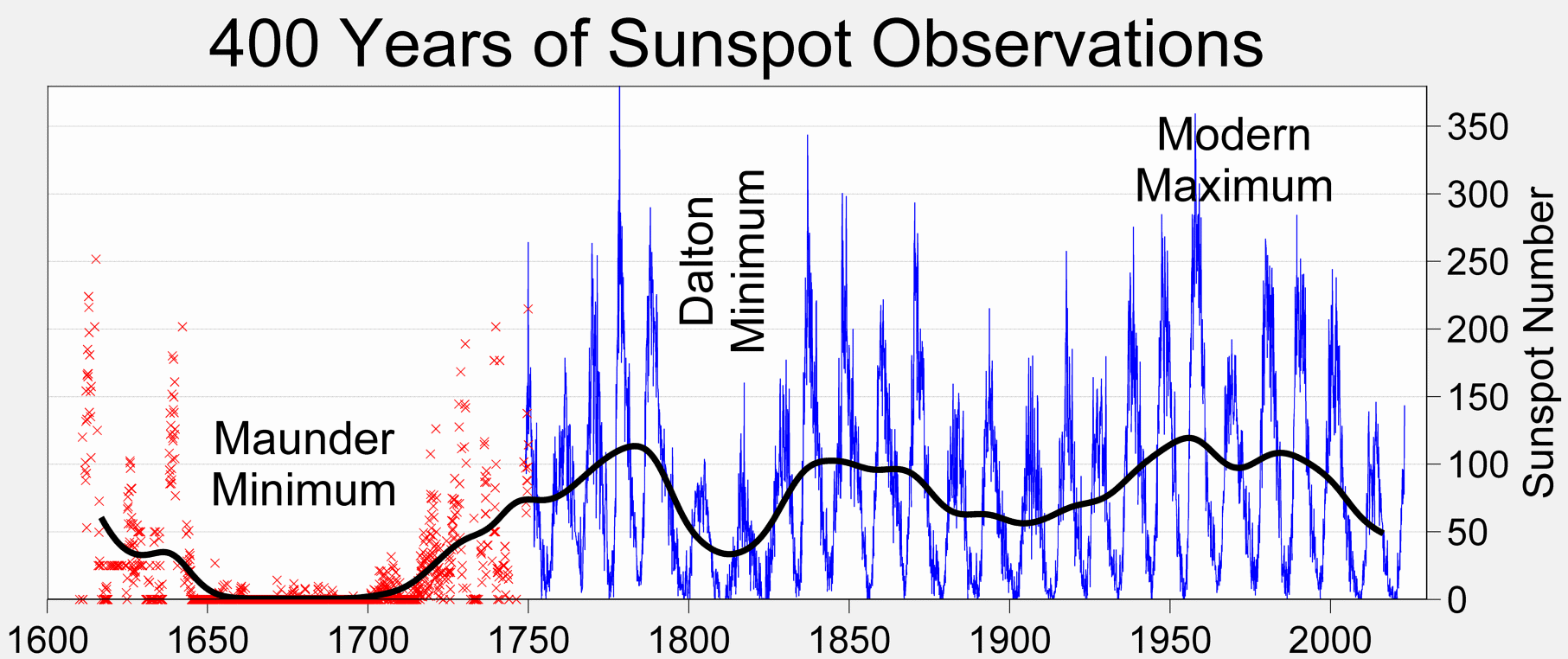
400 year history of sunspot numbers.

Una lista de grandes mínimos de actividad solar históricos también incluye fechas alrededor de 690 a. C., 360 a. C., 770 a. C., 1390 a. C., 2860 a. C., 3340 a. C., 3500 a. C., 3630 a. C., 3940 a. C., 4230 a. C., 4330 a. C., 5260 a. C., 5460 a. C., 5620 a. C., 5710 a. C., 5990 a. C., 6220 a. C., 6400 a. C., 7040 a. C., 7310 a. C., 7520 a. C., 8220 a. C., 9170 a. C.